# Raúl Gutiérrez Vilches
Raúl Alejandro Gutiérrez Vilches (Chile, 4 de octubre de 1989) es un futbolista chileno que se caracteriza por su velocidad y su habilidad para encarar y desequilibrar, desborda muy bien por las bandas para concretar las jugadas con muy buenos centros. Juega de delantero en Everton de Viña del Mar de la Segunda División de Chile.

## Clubes
| Club       | País  | Año       |
| ---------- | ----- | --------- |
| Everton    | Chile | 2008-2013 |
| Trasandino | Chile | 2011-2012 |
| Everton    | Chile | 2013-2014 |
| Trasandino | Chile | 2014-Act. |

- Datos: Q6101240